# Louis-André de Grimaldi
Louis-André de Grimaldi d'Antibes, né au château Grimaldi de Cagnes le 17 décembre 1736 et mort à Londres le 28 décembre 1804, est un prélat français du XVIIIe siècle et du début du XIXe siècle.

## Biographie
Louis-André de Grimaldi est le fils d'Honoré IV Grimaldi, marquis de Cagnes, et d'Hélène d'Orcel-de-Plaisians. Neveu de Charles de Grimaldi d'Antibes, évêque de Rodez, Louis-André sera, comme son oncle avant lui, vicaire général de l'archevêque de Rouen.
Il est abbé commendataire de Chambrefontaine de 1760 à 1780 (abbaye de l'ordre de Prémontré au diocèse de Meaux), puis il obtient, en 1780, la commende de Saint-Jean-Baptiste d'Amiens (ordre de Prémontré).
Il est nommé évêque du Mans en 1767, confirmé le 17 juin et consacré le 5 juillet 1767 par Alexandre-Angélique de Talleyrand-Périgord, coadjuteur de l'archevêque de Reims. Le 8 juillet 1767, il assiste avec son confrère Jarente de La Bruyère (1706-1788), évêque d'Orléans, à la bénédiction d'intronisation de Madame Venture-Gabrielle de Pontevès de Maubousquet, la nouvelle abbesse de l'abbaye de Maubuisson, par l'évêque de Marseille, Jean-Baptiste de Belloy (1709-1808). Pendant ces années, il « s'était appliqué à embellir sa maison de campagne ; il y traça un jardin anglais, le premier sans doute qu'on eût vu dans la province, et en fit une habitation délicieuse. ».
En 1778 il est nommé évêque de Noyon et reçoit ses bulles pontificales le 30 mars 1778. Pendant 10 ans « il étale ses goûts de fastueux » mais il n'est pas élu député aux États généraux de 1789. En 1790, la Constitution civile du clergé supprime son diocèse.
Il émigre aux Pays-Bas, dans les États allemands et enfin en Grande-Bretagne. Retiré à Londres, il reçoit du gouvernement britannique une petite pension. Lors de la signature du Concordat de 1801, il refuse de se démettre et signe toutes les réclamations anticoncordataires jusqu'à sa mort trois ans plus tard, en 1804.